# Heliaeschna bartelsi
Heliaeschna bartelsi är en trollsländeart som beskrevs av Maurits Anne Lieftinck 1940. Heliaeschna bartelsi ingår i släktet Heliaeschna och familjen mosaiktrollsländor. Inga underarter finns listade i Catalogue of Life.